# Jbel Musa

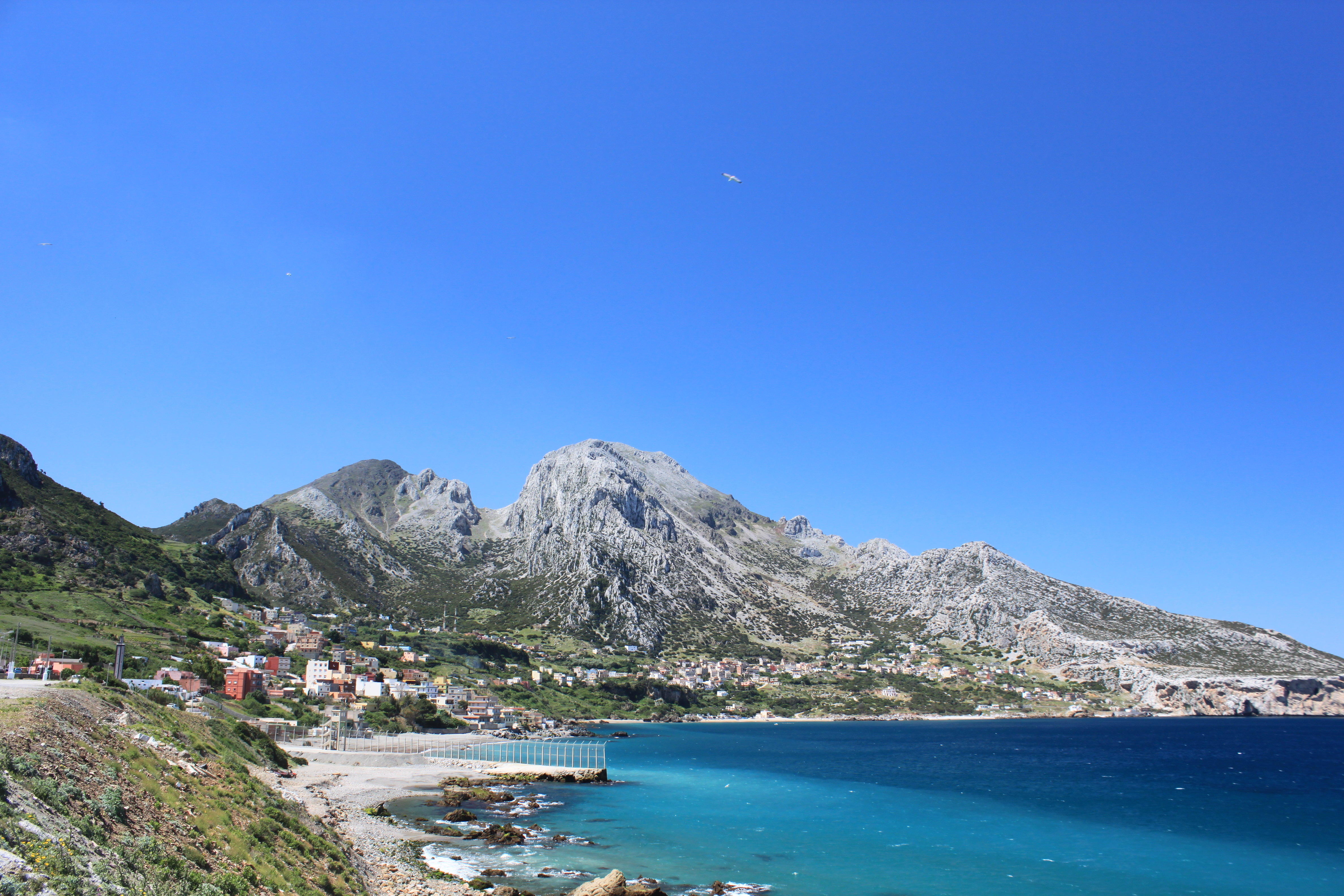
Belyounech und der Jbel Musa

Der Jbel Musa oder Jbel Moussa, (arabisch جبل موسى, DMG Ǧabal Mūsā ‚Mosesberg‘; tamazight ⴰⴷⵔⴰⵔ ⵎⵓⵙⴰ Adrar Musa), benannt – laut dem berberischen Reisenden Ibn Battuta – nach Musa ibn Nusair, dem arabischen Eroberer des Maghreb und Statthalter von Ifriqiya, ist ein etwa 851 m hohes Bergmassiv im Norden Marokkos und liegt an der Straße von Gibraltar.

## Geographische Lage
Der Jbel Musa gehört zum Westteil des Rifgebirges und liegt in der Präfektur M’Diq-Fnideq, rund acht Kilometer westlich der spanischen Exklave Ceuta. Die der Straße von Gibraltar zugewandte Nordabdachung des Bergmassivs läuft in dem Ras Leona oder Ras Lmestoui genannten Vorgebirge aus bildet sozusagen das marokkanische Nordkap.
Südwestlich des Kaps ist dem Jbel Musa an der Küste die kleine Felseninsel Isla del Perejil vorgelagert, die gemäß Status quo spanisches Territorium ist.

## Besteigung
Mehrere Fußwege durchziehen das – trotz Regenfällen von ca. 700 mm/Jahr – weitgehend vegetationslose Kalkgebirge. Ein Fahrweg führt serpentinenartig vom nordöstlich gelegenen kleinen Küstenort Belyounech am Nordhang des Berges bis auf eine Höhe von etwa 600 Meter hinauf und damit in die Nähe der Gipfelregion.

## Säulen des Herakles
Zusammen mit dem gegenüberliegenden Felsen von Gibraltar wird der Jbel Musa häufig als eine der Säulen des Herakles bzw. Säulen des Melkart bezeichnet; diesen Status beansprucht aber auch der ca. 10 km östlich auf dem Gebiet der Halbinsel von Ceuta gelegene Monte Hacho. In der Antike wurde das Bergmassiv des Jbel Musa Septem Fratres („Sieben Brüder“) genannt.

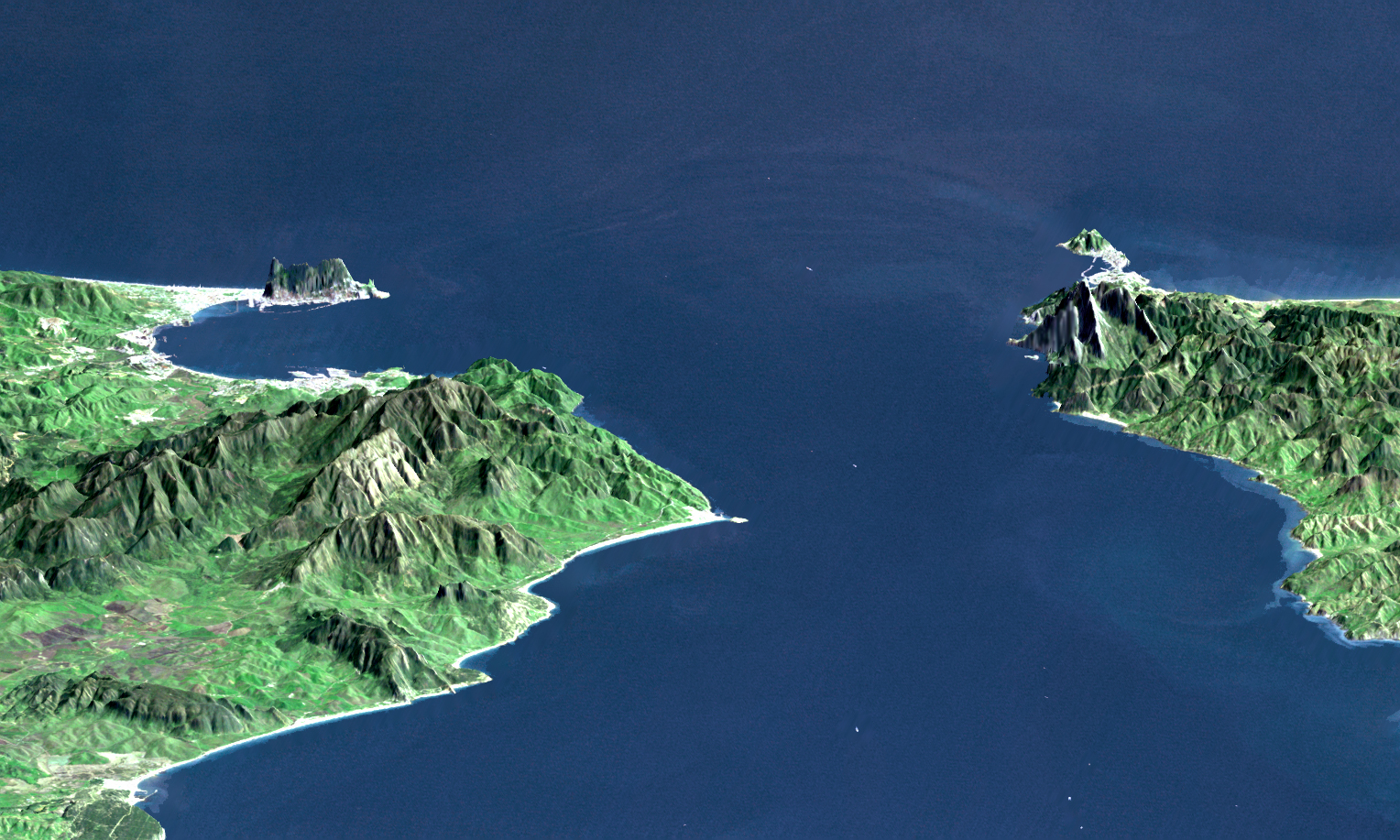
Straße von Gibraltar
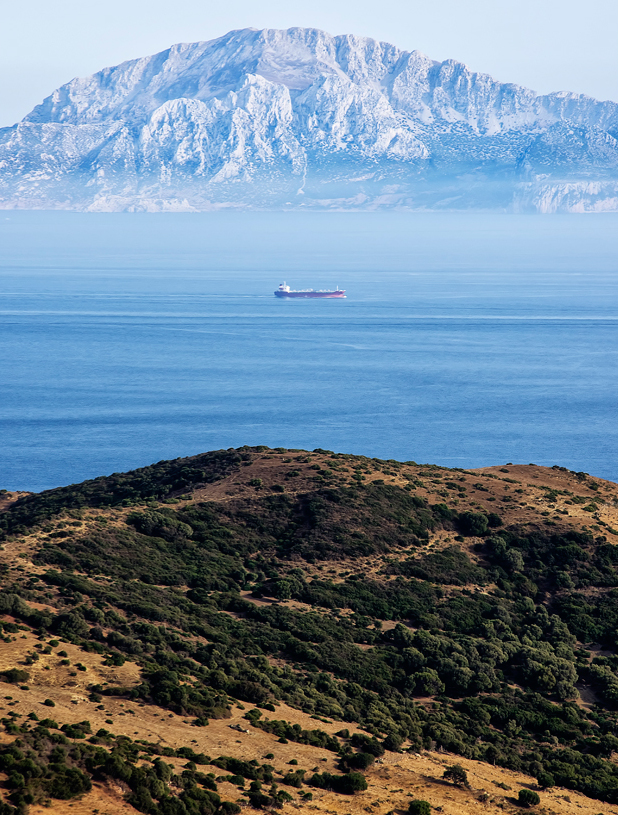
Jbel Moussa